# The Weinstein Company
The Weinstein Company (TWC) byla americká filmová produkční společnost, kterou roku 2005, po odchodu z firmy Miramax, založili bratři Bob a Harvey Weinsteinovi. Mezi první filmy společnosti patří Hra s nevěrou a Transamerika. V říjnu 2017 byl Harvey Weinstein řadou žen obviněn ze sexuálního obtěžování, načež společnost opustilo několik členů rady. Zbylí členové následně vyhodili i samotného Weinsteina.